# Kościół św. Józefa Robotnika w Krośnicy
Kościół św. Józefa Robotnika w Krośnicy – rzymskokatolicki kościół filialny znajdujący się w Krośnicy, w dekanacie Niedzica, w archidiecezji krakowskiej, w gminie Krościenko nad Dunajcem, przy ul. św. Józefa Robotnika.

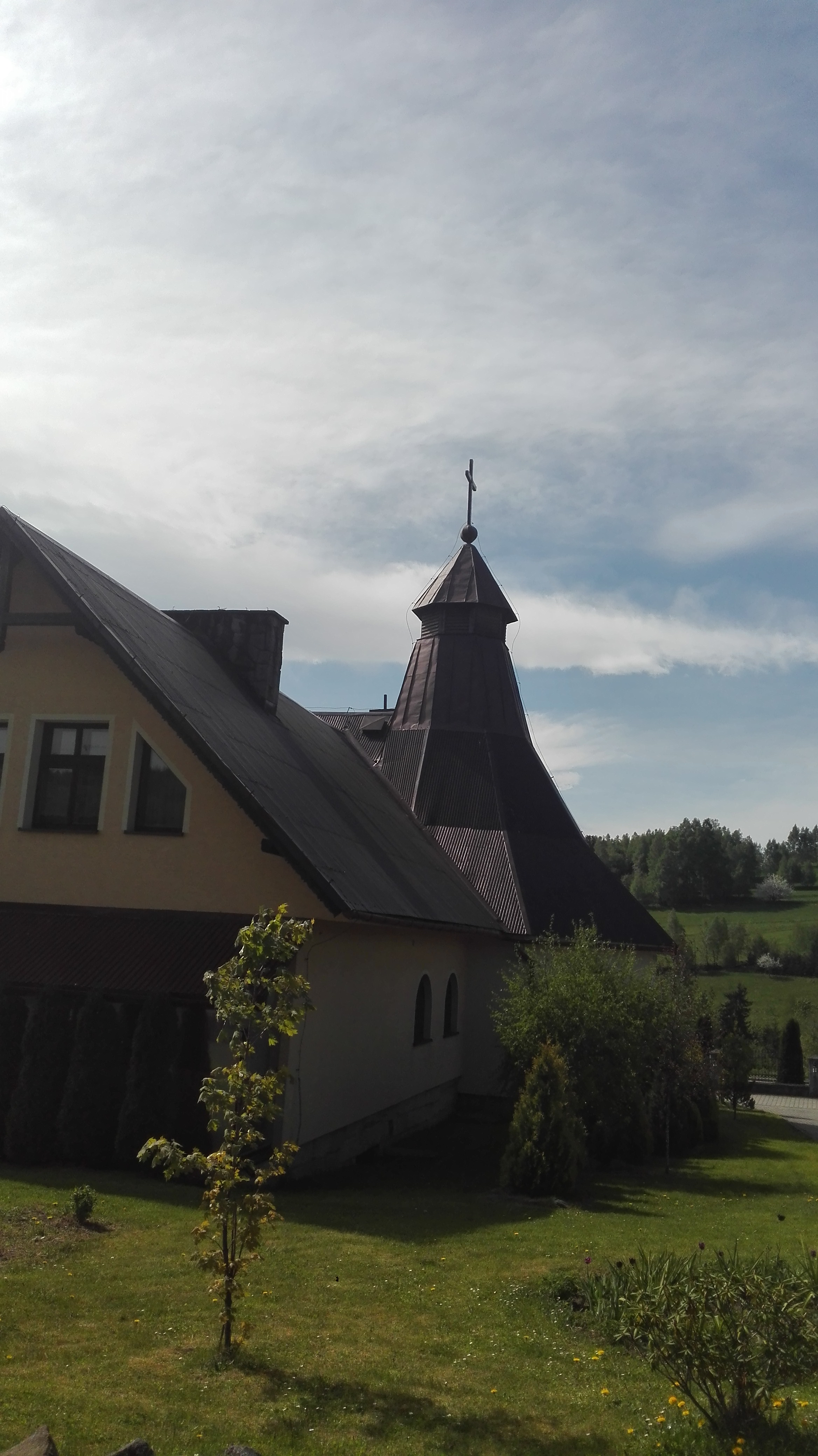
Kościół w Krośnicy

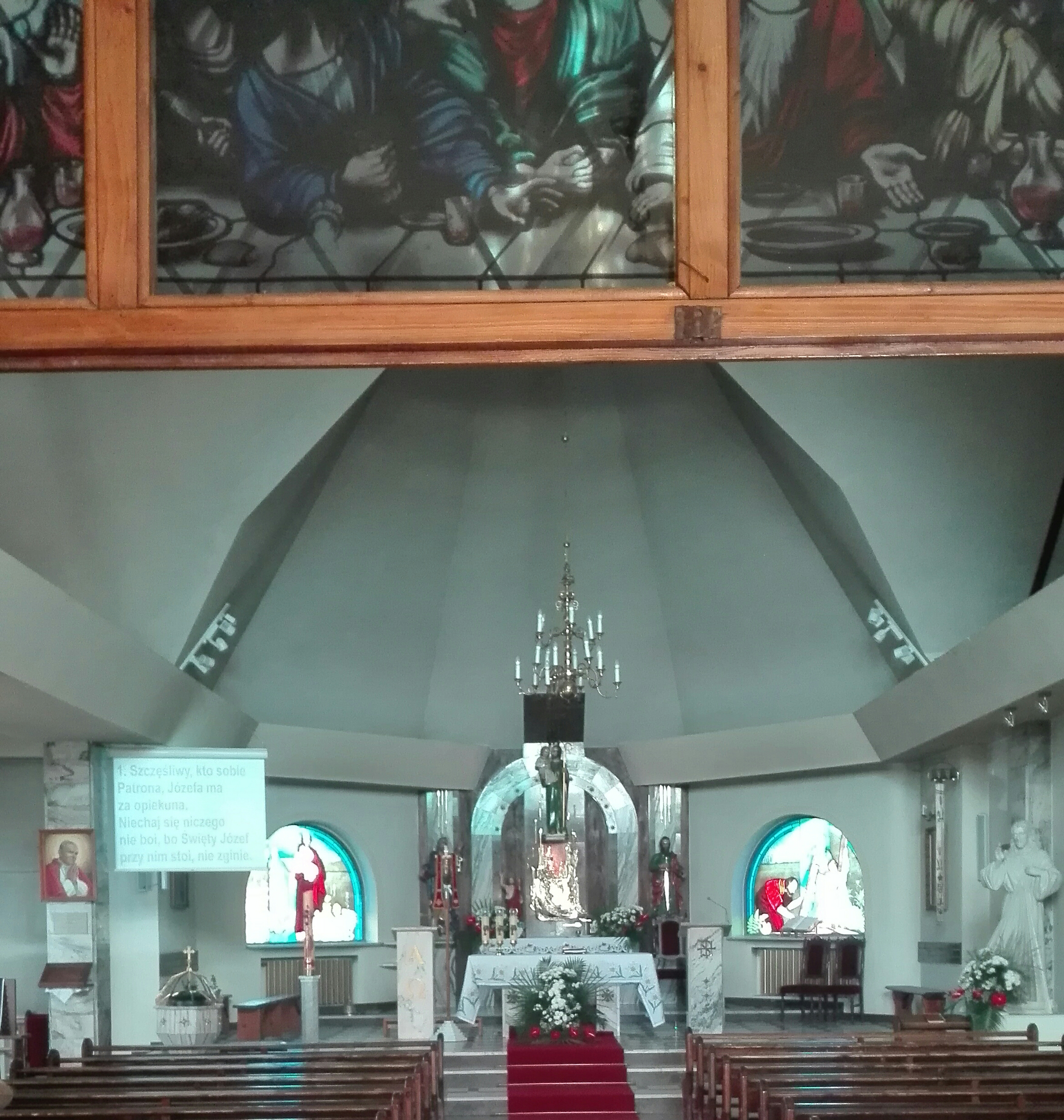
Ołtarz główny

## Historia
Budowę kościoła rozpoczęło w latach 80. XX w. Ludność już wcześniej chciała mieć kościół, lecz władze komunistyczne nie pozwoliły na to.
Kamień węgielny wbudowano 1 maja 1986 r., a 9 sierpnia 1987 odbyła się w nim pierwsza msza.
Wielki wkład w budowę miał ojciec Leon Stanisław Wądrzyk OCD.

## Msze Święte
Odpust 1 maja: suma odpustowa o godz. 11:00
Niedziele i święta: 8:30, 11:00
.
Dni powszednie: 17:00 (czas zimowy), 18:00 (IV, IX), 19:00 (V-VI), 7:00 (czas letni).